# Transit (astrologie)
Pour les articles homonymes, voir Transit.
En astrologie, on appelle transit le passage réél d'un corps céleste surun élément d'un thème astrologique (angle de la carte du ciel, endroit où se trouve une planète, ou point en aspect à un de ces deux facteurs) à un moment donné. 

## Popularité
Les transits sont utilisés comme technique prévisionnelle par certains astrologues. Cette technique est plus populaire que d'autres telles que les progressions, qui ne reposent pas sur la position réelle des planètes au moment voulu, comparée avec le ciel de naissance.